# M2 (球狀星團)
M2或梅西耶2，也稱為NGC 7089，在虛宿一（寶瓶座β）北方5度，是位於寶瓶座的一個球狀星團。它是喬瓦尼·多梅尼科·馬拉迪在1746年發現的，是已知最大的球狀星團之一。

## 發現和可見性
喬瓦尼·多梅尼科·馬拉迪在1746年與雅克·卡西尼一起觀測彗星時發現了這個球狀星團。查爾斯·梅西耶在1760年重新發現了它，但認為它是一個星雲，沒有任何恆星與它有關。在1783年，威廉·赫歇爾率先解析出這個星團中的恆星。
在非常好的觀測條件下，肉眼可以直接看見M2。雙筒望遠鏡或小望遠鏡可以確認這是星團，不是單獨的一顆恆星。大望遠鏡可以解析出一顆顆的恆星，集團中最亮的恆星其視星等為13.1等。

## 特徵
M2距離地球大約55,000光年，直徑175光年，是已知較的球狀星團之一。這個星團的恆星為數眾多且緊湊，整體呈現顯著的橢圓形。它有130億年的歷史，是與銀河系相關的古老球狀星團之一。
M2包含大約150,000顆恆星，已知其中有21顆變星。星團中最亮的恆星是紅巨星和黃巨星，整體的光譜類型是F4。
M2是蓋亞香腸的一部分，這被認為是銀河系吞噬的一個矮星系遺骸。

## 圖集

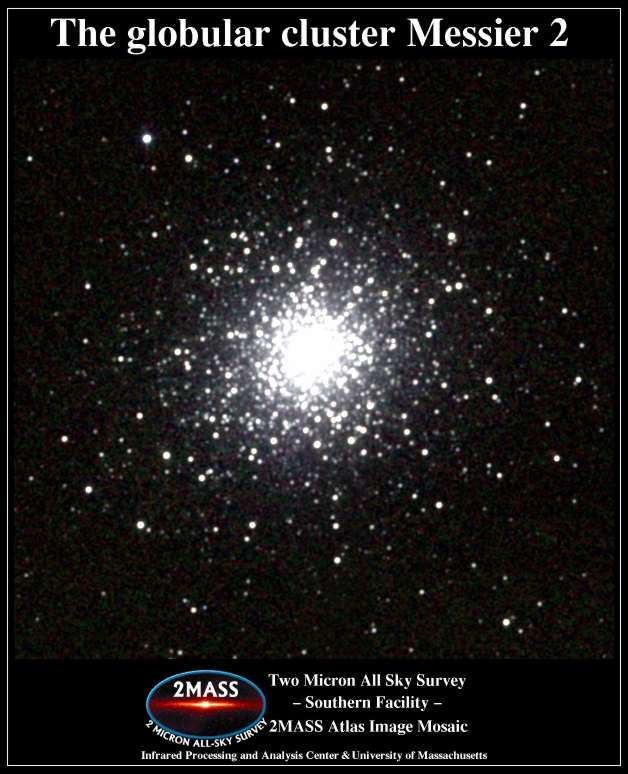
2微米全天巡天拍攝的M2影像。
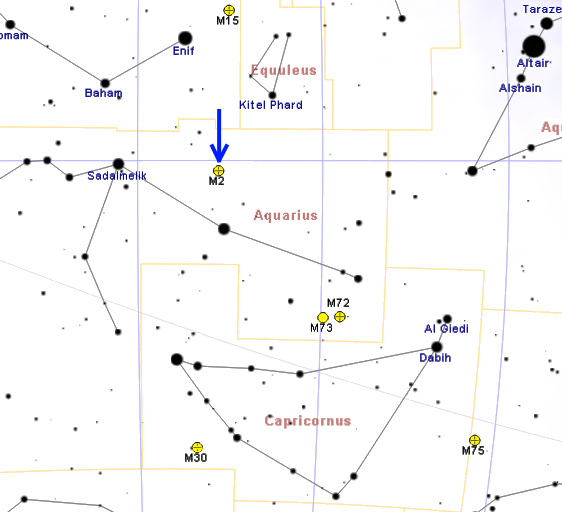
標示出M2位置的星圖。
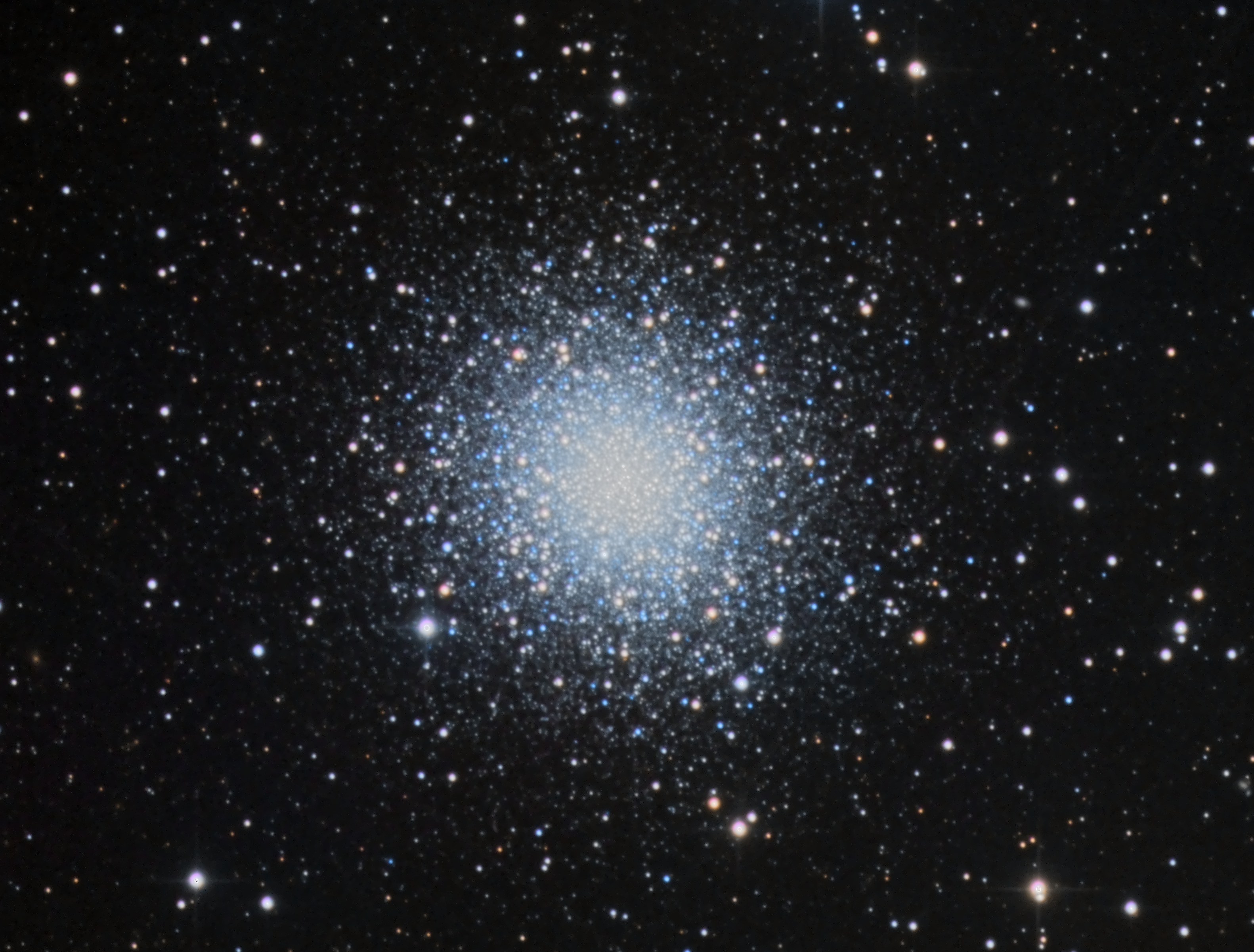
來自Talent, OR的球狀星團M2影像。
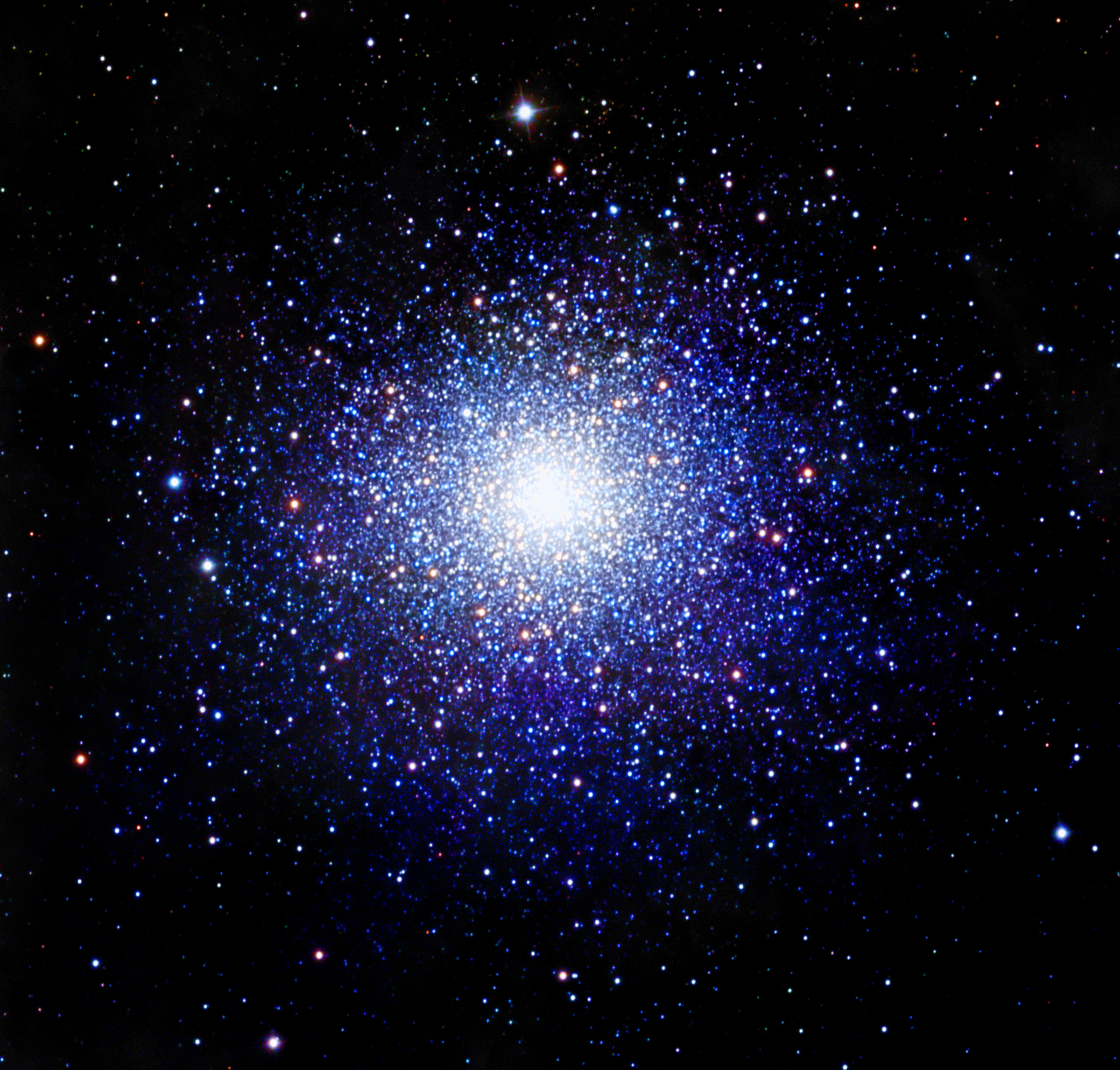
32英吋的Schulman望遠鏡拍攝的M2。

## 外部連結
- M2,SEDS Messier pages （页面存档备份，存于）
- M2, Galactic Globular Clusters Database page （页面存档备份，存于）
- Historic observations of M2 （页面存档备份，存于）
- WikiSky上关于M2 (球狀星團)的内容：DSS2, SDSS, GALEX, IRAS, 氢α, X射线, 天文照片, 天图, 文章和图片